# Orges Shehi
Orges Shehi (Durrës, el 25 de setembre de 1977) és un jugador professional de futbol d'Albània que juga com a porter amb el Skënderbeu Korçë i la selecció albanesa.